# Lachen Sönam Lodrö
Lachen Sönam Lodrö (1332-1362) was een Tibetaans geestelijke uit de sakyatraditie van het Tibetaans boeddhisme.
Hij was de dertiende keizerlijk leermeester (dishi) van 1358 tot 1362 voor Yuankeizer Ukhaantu Khan. Deze titel werd voor het eerst werd toegekend aan Phagspa door keizer Koeblai Khan.